# Сизой, Александр Поликарпович
Александр Поликарпович Сизой  (1826, село Черемховское, Иркутская губерния — 18 мая 1897, Благовещенск) — протоиерей, амурский и хабаровский первосвященник, основатель первого благовещенского храма.
| Безискуственны речи простые твои, Но видны в них: наглядность примера, Неподдельное чувство горячей любви И в Творца беспредельная вера. | Молодой, полный сил, ты приехал сюда Проповедывать вечное слово, И положено много тобою труда В этом крае во имя Христово. … |

.

## Биография
Александр Поликарпович родился в 1826 году в селе Черемховское (ныне город Черемхово) Иркутской губернии в семье бедного священника. В школьном возрасте поступил в Иркутское духовное училище. С 1842 по 1848 год учился в Иркутской духовной семинарии. После окончания семинарии был назначен учителем и экономом Якутского духовного училища. В 1850 году был назначен миссионером якутской походной церкви. 30 сентября 1850 года Александр был рукоположен архиепископом Иркутским и Нерчинским Нилом в диакона, а 1 октября — в священника. 26 марта 1857 года Александр Поликарпович, получив от архиепископа Иннокентия походную церковь святого Николая и святой антиминс, отправился из Якутска на Амур в Усть-Зейский пост. Через три месяца, 29 июня он вместе с женой Ольгой Ивановной прибыл к месту назначения. На месте будущего Благовещенска не было построено ещё ни одного дома и генерал-губернатор Н. Н. Муравьёв приказал батальонному командиру подвести к берегу катер. В этом катере на следующий день поселился А. Сизой со своей супругой и жил в нём до октября, когда были построены первые три дома. По инициативе Александра к концу лета 1857 года на возвышенном месте (рёлке) был построен первый Свято-Никольский храм, который стал и первым домом будущего Благовещенска. Через год приехал и его брат диакон Евгений Поликарпович Сизой. Братья Сизовы были первыми представителями духовенства на амурской земле. Походная Николаевская церковь стала приходской, а единственный амурский священник «отец Александр» стал заведовать всеми прихожанами от верховьев Амура до Хабаровского поста. 1 октября 1857 года он был награждён набедренником «за труды и усердие».
После заключения Айгунского договора походная Николаевская церковь была упразднена, а Александр Поликарпович 20 января (в другом источнике 20 мая) 1859 года был утверждён настоятелем при Градо-Благовещенской Николаевской церкви и назначен благочинным церквей Амурского края. Незадолго до этого на него была возложена фиолетовая бархатная скуфья. Затем он был избран законоучителем в артиллерийскую школу фейерверкеров и в казачье бригадное училище, после этого попечителем и казначеем Благовещенского отделения попечительства о бедных духовного звания, смотрителем Благовещенского духовного училища, членом комитета по постройке казённых зданий, членом Камчатской духовной консистории. В августе 1863 года «за усердное и ревностное служение при Якутской походной церкви Святого Николая» он был награждён камилавкой. В 1887 году «отец Александр» «за усердную и ревностную службу по епархиальному ведомству Высочайше был пожалован палицею». Цесаревич Николай Александрович во время своего посещения Хабаровска (в 1891 году) собственноручно вручил «отцу Александру» золотой наперсный крест, украшенный драгоценными камнями.
Александр Сизой считается и первым хабаровским священником. В июне (по другим данным в июле) 1858 года с походной Николаевской церковью он прибыл в Хабаровку, где провёл первый молебен и по благословению архиепископа Иннокентия освятил место закладки будущего города и его первого храма.
Умер Александр Поликарпович Сизой 18 мая 1897 года и был погребён в ограде Покрово-Николаевской церкви.
В 1997 году в Благовещенске произошла закладка Кафедрального собора во имя Благовещения Пресвятой Богородицы на месте двух разрушенных церквей: первого храма Благовещенска — Свято-Никольской церкви и церкви Покрова Божией Матери. На месте строительства в 1998 году были произведены археологические раскопки. Были найдены предметы быта и утвари, и захоронения: первого священника Амурской области протоиерея Александра Сизого, военного доктора Михаила Давыдова и неизвестных мужчины и женщины. Их останки перезахоронили в 2002 году у апсиды новопостроенного храма (до 2002 года останки хранились в областном краеведческом музее). 